# Xã Forest, Quận Missaukee, Michigan
Xã Forest (tiếng Anh: Forest Township) là một xã thuộc quận Missaukee, tiểu bang Michigan, Hoa Kỳ. Năm 2010, dân số của xã này là 1.157 người.